# Гирусов, Василий Васильевич
Василий Васильевич Гирусов (1898—1950) — генерал-майор Советской Армии, участник Гражданской, советско-польской и Великой Отечественной войны, Краснознамёнец (1920).

## Биография

Могила Гирусова на Новодевичьем кладбище Москвы.

Василий Гирусов родился 30 декабря 1898 года в селе Купавна (ныне — город Старая Купавна в Ногинском районе Московской области), в семье было ещё два брата Леонид и Николай, и сестра Серафима . В 1918 году Василий пошёл на службу в Рабоче-крестьянскую Красную Армию. Участвовал в боях Гражданской и советско-польской войн.
Приказом Революционного Военного Совета Республики в 1920 году Гирусов был награждён орденом Красного Знамени.
В 1933 году окончил инженерный факультет ВВА им. Н.Е. Жуковского в г. Москве.
С начала Великой Отечественной войны Гирусов служил главным инженером Военно-воздушных сил 19-й армии. В 1942 году он был переведён в Москву, работал в авиационном отделе ЦК ВКП(б). С апреля 1943 года Гирусов был старшим помощником генерал-инспектора ВВС РККА генерал-лейтенанта Ивана Туркеля. 23 октября 1943 года ему было присвоено звание генерал-майора инженерно-авиационной службы.
После окончания войны продолжил службу в Советской Армии. Скончался 23 сентября 1950 года, похоронен на Новодевичьем кладбище Москвы.

## Награды
Василий Васильевич Гирусов награждён:
- Орденом Ленина
- тремя орденами Красного Знамени
- орденом Богдана Хмельницкого 2 степени
- орденом «Отечественной войны» 1 степени
- орденом «Отечественной войны» 2 степени
- орденом «Красной звезды»
- Другими медалями.